# Голден-Гейт (Флорида)
Голден-Гейт (англ. Golden Gate) — переписна місцевість (CDP) в США, в окрузі Колльєр штату Флорида. Населення — 25 321 особа (2020).

## Географія
Голден-Гейт розташований за координатами 26°11′1″ пн. ш. 81°42′13″ зх. д. / 26.18361° пн. ш. 81.70361° зх. д. (26.183598, -81.703695).  За даними Бюро перепису населення США в 2010 році переписна місцевість мала площу 10,65 км², з яких 10,11 км² — суходіл та 0,54 км² — водойми.

## Демографія
Згідно з переписом 2010 року, у переписній місцевості мешкала 23 961 особа в 7090 домогосподарствах у складі 5470 родин. Густота населення становила 2250 осіб/км².  Було 8217 помешкань (772/км²).
Расовий склад населення:
| - 66,0 % — білих - 16,2 % — чорних або афроамериканців - 0,7 % — корінних американців - 0,7 % — азіатів - 12,5 % — осіб інших рас |

До двох чи більше рас належало 3,9 %. Частка іспаномовних становила 58,5 % від усіх жителів.
За віковим діапазоном населення розподілялося таким чином: 29,3 % — особи молодші 18 років, 64,1 % — особи у віці 18—64 років, 6,6 % — особи у віці 65 років та старші. Медіана віку мешканця становила 30,1 року. На 100 осіб жіночої статі у переписній місцевості припадало 110,1 чоловіків;  на 100 жінок у віці від 18 років та старших — 109,8 чоловіків також старших 18 років.
Середній дохід на одне домашнє господарство  становив 48 719 доларів США (медіана — 40 819), а середній дохід на одну сім'ю — 45 475 доларів (медіана — 40 458). Медіана доходів становила 27 463 долари для чоловіків та 24 437 доларів для жінок. За межею бідності перебувало 27,6 % осіб, у тому числі 39,2 % дітей у віці до 18 років та 16,1 % осіб у віці 65 років та старших.
Цивільне працевлаштоване населення становило 14 374 особи. Основні галузі зайнятості: мистецтво, розваги та відпочинок — 18,6 %, науковці, спеціалісти, менеджери — 16,0 %, роздрібна торгівля — 15,1 %.